# Anema
Anema är ett släkte av lavar som ingår i familjen Lichinaceae, ordningen Lichinales, klassen Lichinomycetes, divisionen sporsäcksvampar och riket svampar. Släktet räknas till den icke-taxonomiska gruppen bladlavar. Släktet som helhet har haft en del taxonomiska problem och artkonceptet varierar mellan olika författare. En revision revision av släktet baserat på molekylära metoder har ansetts behövlig. En del lavar har flyttats från Anema till andra släkten. Men omkring ett tiotal arter brukar erkännas.
De arter som brukar erkännas är: 
- Anema bullatum[6][7]
- Anema decipiens[2][6][8] (typart)
- Anema jenisejense[6][9]
- Anema nodulosum[6][10]
- Anema nummularium[2][6][8] (alvaranema)[2] - Anema notarisii ses av en del författare som en mindre form[3] och synonym.[2][8]
- Anema moedlingense[6][8]
- Anema prodigulum[6][8]
- Anema suffruticosum[6][8]
- Anema tumidulum[2][6][8]